# Johann Heinrich Lambert
Johann Heinrich Lambert (Mulhouse, 26. kolovoza 1728. – Berlin, 25. rujna 1777.), njemački fizičar, matematičar i astronom francuskog podrijetla. Svojim matematičkim istraživanjima obuhvatio je algebru, sfernu trigonometriju i perspektivu. Prvi je dokazao da je broj π iracionalan broj i prvi se sustavno služio hiperboličkim funkcijama. Posebno je značajno njegovo djelo o teoriji paralelnih pravaca (1766.). U djelu Fotometrija (fr. Photometrie, 1760.) jasno je razlučio pojmove sjaja i rasvjete i tako položio temelje fotometrije. Osim toga, istraživao je lom svjetlosti u atmosferi, zatim staze kometa i u svezi s tim otkrio nova svojstva konika. U njegovim astronomskim radovima prvi se put govori o dvojnim zvijezdama.

## Doprinosi

### Lambert-Beerov zakon
Lambert-Beerov zakon je zakon o apsorpciji monokromatske svjetlosti u obojenim otopinama, po kojem količina svjetlosti koja se apsorbira u obojenom sloju otopine ovisi o debljini tog sloja (Lambertov zakon) i o množinskoj koncentraciji otopljene obojene tvari (Beerov zakon; prema njemačkom fizičaru Augustu Beeru, 1825. – 1863.). Na tom se zakonu temelje kolorimetrijske i spektrofotometrijske metode u analitičkoj kemiji.

### Lambertov kosinusni zakon
Lambertov zakon, poznat i kao Lambertov kosinusni zakon, su dva zakona istog naziva za rasvjetu: 
- Jakost rasvjete neke površine razmjerna (proporcionalna) je kosinusu kuta što ga upadne zrake čine s okomicom na danu površinu:

{\displaystyle E=E_{0}\cdot \cos \phi }
gdje je: E0 - osvjetljenje plohe okomite na zrake svjetlosti, a φ - upadni kut zraka svjetlosti u odnosu na okomicu. 
- Sjaj elementa površine savršeno difuznog izvora razmjeran (proporcionalan) je kosinusu kuta što ga emitirane zrake čine s okomicom na dani element. Iz toga slijedi da će difuzni izvor koji zadovoljava Lambertov zakon izgledati jednako sjajan, bez obzira iz kojega se smjera promatra.

### Hiperbolne funkcije
Lambert i Vincenzo Riccati nezavisno su otkrili hiperbolne funkcije. Lambert se njima koristio da izračuna površinu hiperbolnog trokuta.